# كوجك قوطان
قرية كوجك قوطان وهي قرية تتبع مدينة الدبس وتقع في محافظة كركوك شمال العراق.
وتعني كلمة كوجك أي الصغير باللغة التركية، بينما بيوك فتعني الكبير.